# UD Pájara Playas de Jandía
UD Pájara Playas de Jandía was een Spaanse voetbalclub. Thuisstadion was het Benito Alonso in Cañada del Río op het eiland Fuerteventura van de Canarische Eilanden. Het team speelt sinds 2009/10 in de Tercera División.  In 2011 werd de ploeg opgeheven.

## Historie
UD Pájara Playas de Jandía wordt opgericht in 1996 en wordt vernoemd naar de stranden van Pájara op het eiland Fuerteventura. In het jaar van de oprichting komt de club uit in de Tercera División en weet het gelijk promotie af te dwingen naar de Segunda División B via een 4e plaats en de play-offs. In het seizoen 2003/04 was de club nog dicht bij promotie naar de Segunda División A toen het als 2e eindigde in de competitie, maar Pájara PJ verloor de play-offs. In 2009 degradeerde de club naar de Tercera División.